# Chitoniscus sarrameaensis
Chitoniscus sarrameaensis är en insektsart som beskrevs av Detlef Grösser 2008. Chitoniscus sarrameaensis ingår i släktet Chitoniscus och familjen Phylliidae. Inga underarter finns listade i Catalogue of Life.